# Lilia (imię)
Lilia – imię żeńskie pochodzenia łacińskiego. Od tego imienia powstało inne, w dwóch wariantach pisowni: Liliana i Lilianna.
Lilia imieniny obchodzi 27 lipca.
Znane osoby noszące imię Lilia:
- Lily Chauchoin – pod pseudonimem Claudette Colbert
- Lily Allen – angielska piosenkarka